# Trimma nasa
 Trimma nasa és una espècie de peix de la família dels gòbids i de l'ordre dels perciformes.

## Morfologia
- Els mascles poden assolir 2,3 cm de longitud total i les femelles 1,97.[3]

## Hàbitat
És un peix marí de clima tropical i associat als esculls de corall fins als 41 m de fondària, tot i que, normalment, ho fa fins als 20.

## Distribució geogràfica
Es troba a Salomó, Papua Nova Guinea, Indonèsia, Vanuatu, Fiji, Nova Caledònia, Austràlia, les Filipines i Palau.